# گیرنده دوپامین

دوپامین

گیرنده‌های دوپامین دسته ای از گیرنده‌های جفت‌شونده با پروتئین G هستند که در دستگاه عصبی مرکزی (CNS) مهره‌داران از اهمیت بالایی برخوردار هستند. گیرنده‌های دوپامین نه تنها از طریق جفت‌شدن پروتئین G، بلکه از طریق برهمکنش‌های پروتئینی مختلف (پروتئین‌های تعامل‌کننده با گیرنده دوپامین) عوامل مختلفی را فعال می‌کنند. انتقال‌دهنده عصبی دوپامین لیگاند درون‌زاد اولیه برای گیرنده‌های دوپامین است.
گیرنده‌های دوپامین در بسیاری از فرآیندهای عصبی، از جمله انگیزش، شناخت، حافظه، یادگیری و کنترل حرکت و همچنین تعدیل سیگنال‌های عصبی غدد درون ریز نقش دارند. سیگنال‌دهی غیرطبیعی گیرنده دوپامین و عملکرد عصبی دوپامینرژیک در چندین اختلال عصبی روانی دخیل است. بنابراین، گیرنده‌های دوپامین هدف‌های رایج دارویی عصبی هستند. داروهای ضدروان‌پریشی اغلب آنتاگونیست‌های گیرنده دوپامین هستند در حالی که محرک‌های روانی معمولاً آگونیست‌های غیرمستقیم گیرنده‌های دوپامین هستند.

## همچنین ببینید
- رده:آگونیست‌های دوپامین
- رده:آنتاگونیست‌های دوپامین